# Justin von Linde

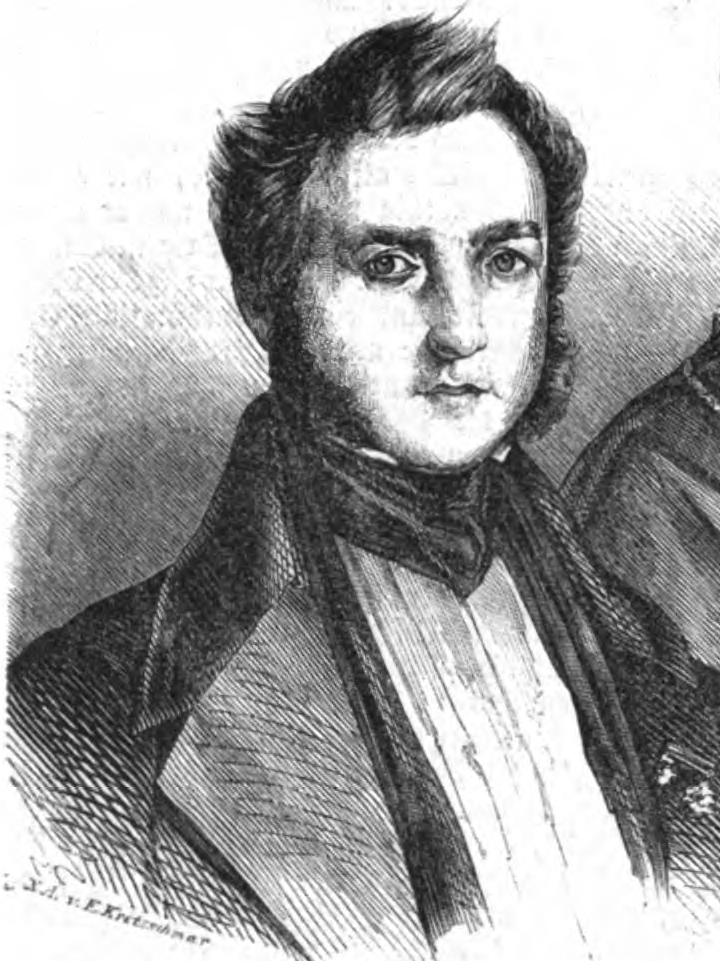
Justin von Linde, 1845. Grafik von Eduard Kretzschmar.

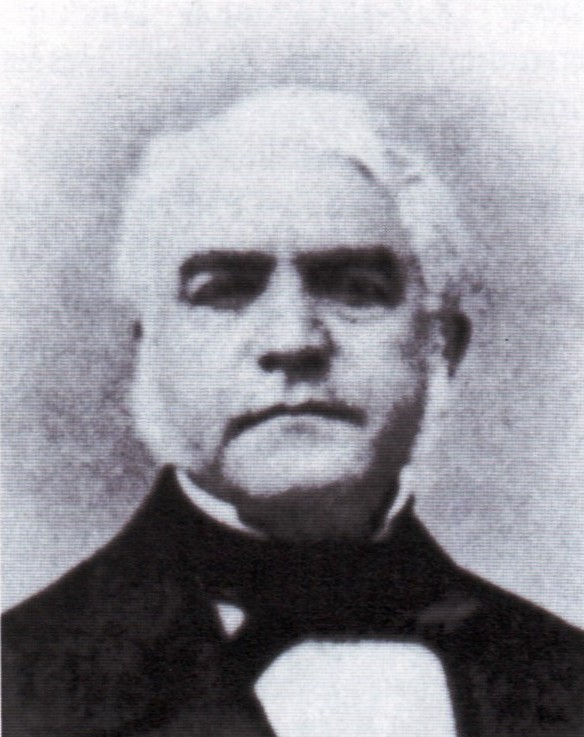
Justin von Linde

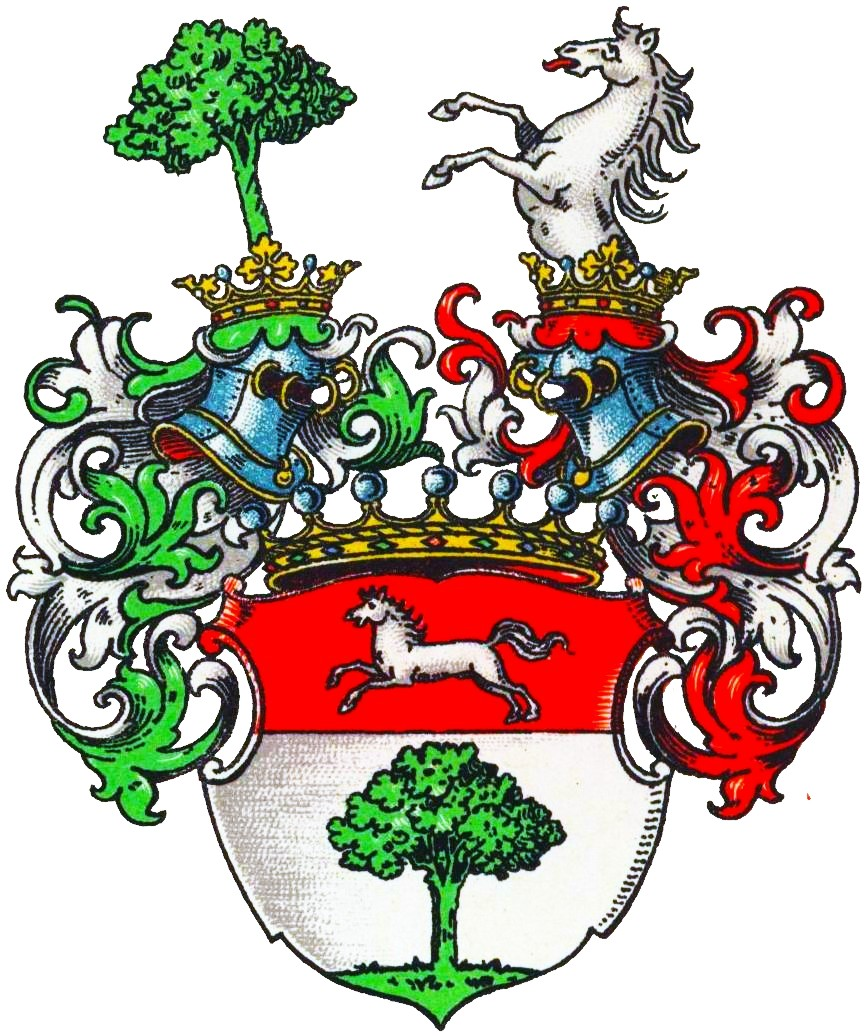
Freiherrenwappen derer von Linde (1859/1870) im Wappenbuch des Westfälischen Adels

Justin Timotheus Balthasar Linde, ab 1839 von Linde, ab 1859 Freiherr von Linden zu Dreyß (* 7. August 1797 in Brilon; † 9. Juni 1870 in Bonn), war ein deutscher Jurist, Beamter, konservativer Politiker und Diplomat. Er gehörte der Frankfurter Nationalversammlung und dem Erfurter Unionsparlament an und war Gesandter im Bundestag des Deutschen Bundes.

## Familie und Adelserhebungen
Er war der Sohn des Advokaten Dr. Franz Levin Linde († 1800) und Enkel des Dr. jur. Bernhard Engelbert Linde, kurfürstlich Kölner Hof- und Regierungsrat (1750), fürstbischöflich Münsteraner Gaugraf und Richter zu Rheine und Bevergern in Westfalen. Seine Schwester Franziska heiratete den Arzt Johann Friedrich Schulte (1788–1877) und wurde Mutter des Johann Friedrich von Schulte. Der österreichische Generalmajor Freiherr Joseph von Linden (1728–1804) war sein Onkel.
Linde heiratete am 27. August 1826 Dorothea Theresia Krüger (* 23. Mai 1800; † 15. Juni 1879). Das Paar hatte 2 Söhne und 3 Töchter, darunter:
- Balduin (* 30. November 1840; † 1910), Politiker (Zentrum) ⚭ 1867 Emilie Simons
- Maria (* 1837) ⚭ Freiherr Franz von Gruben (1829–1888)
- Bertha (* 24. September 1828) ⚭ 1852 Freiherr Carl von Vogelfang († 8. November 1890)

Linde wurde als großherzoglich hessischer Staatsrat, Professor der Rechte und Kanzler der Universität Gießen am 23. Oktober 1839 in Darmstadt in den hessischen Adelstand erhoben. Am 10. Mai 1859 folgte in Bonn seine Erhebung in den liechtensteinischen Freiherrnstand mit Namensführung „von Linden zu Dreyß“ (er hatte 1837 das Gut Dreis erworben) als fürstlich liechtensteinischer Wirklicher Geheimrat und Gesandter bei der Bundesversammlung in Frankfurt und am 4. Mai 1866, allerdings erst mit Diplom vom 23. Mai 1870, die Erhebung in den österreichischen Freiherrnstand ohne Prädikat als k.u.k. Wirklicher Geheimrat und Ritter des österreichischen Eisernen Kronenordens 1. Klasse. Am 28. Oktober 1842 wurde er zum Ehrenbürger von Gießen ernannt.

## Jugend und Ausbildung
Linde besuchte das Gymnasium Laurentianum in Arnsberg und schloss seine schulische Ausbildung 1816 ab. Im Jahr 1817 begann er sein Studium vor allem der Rechtswissenschaften in Münster. Im 1818 Jahr wechselte er nach Göttingen, verließ die Universität aber wieder, weil er sich gegen die dortigen Studentenunruhen aussprach und schrieb sich schließlich in Bonn ein. Dort erwarb er 1820 den juristischen Doktortitel und habilitierte bereits ein Jahr später. 1819 schloss er sich der Alten Bonner Burschenschaft / Allgemeinheit an.

## Universitätskarriere
Der Versuch, eine Professorenstelle in Bonn zu bekommen, scheiterte daran, dass die Universität keinen weiteren Katholiken mehr an der juristischen Fakultät einstellen wollten. Diese Zurückweisung war wohl ein Grund für die spätere Antipathie gegenüber der preußischen Regierung. Wie bei seinem Kollegen Johann Friedrich Joseph Sommer schlug die anfängliche Begeisterung für Preußen in eine gewisse Ablehnung um. Schließlich nahm er einen Ruf nach Gießen an, wo er ab 1823 als außerordentlicher Professor vor allem Zivilprozessrecht lehrte. Seine Vorlesungen waren außerordentlich beliebt und geprägt von sachlicher Klarheit und Strukturiertheit. Bereits ein Jahr später war er ordentlicher Professor und nahm daneben auch eine Stelle als Rat im „Kirchen- und Schulkollegium“ an.

## Leitender Ministerialbeamter in Hessen-Darmstadt
Die Regierung des Großherzogtums Hessen wurde auf den begabten Akademiker aufmerksam und berief ihn 1829 zum Ministerialrat (mit dem Titel eines geheimen Regierungsrates) in das Ministerium des Inneren und der Justiz. Einige Zeit später wurde er Leiter des Direktoriums des auf seine Anregung geschaffenen „Oberstudienrates“ und 1833 Mitglied des Staatsrats. Gleichzeitig war Linde Kanzler der Universität Gießen und als solcher Mitglied in der Ersten Kammer der Landstände des Großherzogtums Hessen und Mitglied im Bundesschiedsgericht. 1836 wurde Linde „Geheimer Staatsrat“ und Vorstand des Innenministeriums, das auch zugleich Justizministerium war.
Auf der Grundlage einer konservativen Mehrheit im Landtag kam es 1836 zu einer Übereinkunft zwischen Regierung und Ständen eine neue Zivilgesetzgebung zu erarbeiten. Trotz seiner vielfältigen administrativen Aufgaben wurde Linde in diesem Zusammenhang mit dem Entwurf einer Zivilprozessordnung betraut. Der Entwurf wurde von der Fachwelt zwar positiv aufgenommen, auf Grund politischen Widerstandes kam es aber nicht zu einer Verabschiedung.
Als Katholik spielte er eine wichtige Vermittlerrolle zwischen Staat und Kirche und sorgte für ein friedliches Verhältnis zwischen Regierung und dem Mainzer Bischof. Zusammen mit dem Bischof richtete Linde 1830 eine römisch-katholische Theologische Fakultät an der Landesuniversität Gießen ein. Allerdings war Linde kein Anhänger des Ultramontanismus, sondern galt in Rom als Freund des Staatskirchentums. Dies führte zu Konflikten mit den in Hessen relativ starken Deutschkatholiken.
Die hessischen Protestanten warfen Linde andererseits vor, eine Katholisierung des Landes zu betreiben. Nicht zuletzt beim Staatsminister Du Thil fiel Linde in Ungnade. Von diesen Vorwürfen getroffen, reichte er 1844 seinen Abschied ein, der aber nach langen bürokratischen Querelen erst 1847 genehmigt wurde. Zugleich ernannte ihn der Großherzog am 13. Dezember 1847 zum Mitglied auf Lebenszeit in der ersten Kammer der Landstände des Großherzogtums Hessen, der er aber nur bis 1849 angehörte, als eine geänderte Zusammensetzung der ersten Kammer dazu führte, dass die auf Lebenszeit ernannten Mitglieder ausschieden. Linde zog sich auf ein von ihn gekauftes Gut bei Wittlich in der preußischen Rheinprovinz zurück. Letztlich war seine starre, inzwischen auch von der Spitze der Regierung nicht mehr geteilte antiliberale Haltung Grund für die Demission.

## Politische Grundhaltung
Linde hatte keinen Bezug zum „deutschen Gedanken“, sondern verstand sich ausschließlich als hessischer Beamter. Ebenso stand er den liberalen oder gar demokratischen Kräften der Zeit ablehnend gegenüber. Selbst eine konstitutionelle Staatsform stieß bei ihm auf Ablehnung und er blieb Verfechter des Absolutismus. Diese fast schon anachronistische Haltung brachte ihm in den 1850er Jahren scharfe Kritik von Robert von Mohl ein.
Für die Revolution 1848 hatte Linde erst recht kein Verständnis. Angesichts seiner antipreußischen und kirchenfreundlichen Haltung ist bemerkenswert, dass er während der Kölner Wirren eindeutig gegen Erzbischof von Spiegel und für den preußischen Staat Stellung bezog. Letztlich wichtiger auch als die Kirche war für Linde offenbar die Macht des absoluten Staates. In seiner Funktion als Kanzler der Universität Gießen kam es zu heftigen öffentlichen Auseinandersetzungen zwischen ihm und dem liberalen evangelischen Theologieprofessor Credner.

## Mitglied der Nationalversammlung 1848/1849
Trotz seiner konservativen Haltung und einer öffentlichen Warnung im Westfälischen Merkur wurde von Linde im Wahlkreis Borken als Nachfolger Hermann Wedewers in die Nationalversammlung in der Frankfurter Paulskirche gewählt, der er vom 27. Juni 1848 bis zum 30. Mai 1849 als fraktionsloser Abgeordneter angehörte. Linde gehörte dem Ausschuss für Ministerverantwortung an und äußerte sich vor allem zu Grundrechts- und Verfassungsfragen. Wichtig waren seine Äußerungen zur Unterscheidung von persönlichen und politischen Grundrechten. In Hinblick auf die Gleichberechtigung der jüdischen Religionsgemeinschaft verteidigte er – damals keineswegs selbstverständlich – die Gleichsetzung mit den christlichen Konfessionen. Unterschiedliche religiöse Glaubensinhalte dürften keinen Einfluss auf die bürgerlichen und politischen Rechte haben. Im Übrigen trat von Linde für den gleichen Zugang zum öffentlichen Dienst und für das Ende der Bevorzugung des Adels ein.
Neben seiner Parlamentstätigkeit gehörte von Linde zu den juristischen Beratern des Reichsverweser Erzherzog Johann.
Linde wurde wegen seiner juristischen Kenntnisse von vielen Parlamentariern anerkannt. Seine politischen Haltungen stießen allerdings auch auf Kritik. Zwar stimmte seine konservative Grundhaltung mit dem Führer der nationalkonservativen Rechten von Joseph von Radowitz vielfach überein, Linde blieb aber ein staatskonservativer Verteidiger der alten Bundesverfassung und einer starken Stellung Österreichs. Dies brachte ihm auch die Kritik von dem Liberalen Heinrich von Gagern ein. Zeitweilig galt Linde als einer der stärksten Gegner des Präsidenten der Nationalversammlung.

## Mitglied im Bundestag 1850–1866
Linde gehörte der Nationalversammlung bis Mai 1849 an, als die preußische Regierung rechtswidrig erklärt hatte, die Mandate aus Preußen seien erloschen. Nach der Revolution gehörte er als Vertreter des Wahlkreises Arnsberg dem Erfurter Parlament an.
Bei der Schließung des Erfurter Parlaments wurde von Linde von der österreichischen Regierung eingeladen, an der Wiedereröffnung des Bundestags in Frankfurt teilzunehmen. Linde wurde in den österreichischen Staatsdienst aufgenommen und 1850 zum Gesandten beim Bundestag bestellt. Dort war er als fürstlich Liechtensteinischer Gesandter und bevollmächtigter Minister tätig. Er war auch beteiligt an den Verhandlungen über eine Verfassung für Liechtenstein. Später wurde er Berater der österreichischen Gesandtschaft. Er vertrat daneben auch Hessen-Homburg, das Fürstentum Reuß ältere Linie sowie Schaumburg-Lippe. Linde war der Einzige, der dem Bundestag von 1850 bis zum Ende 1866 durchgehend angehörte. Am 10. Mai 1859 wurde er in den liechtensteinischen Freiherrnstand erhoben mit der Namensmehrung „von Linden zu Dreyß“. Seit 1859 waren er und die Mitglieder seiner Familie liechtensteinische Staatsbürger und seit 1869 Bürger der Gemeinde Schellenberg.
In dieser Zeit versuchte Linde im Dienste Österreichs einen Kontrapunkt zum stärker werdenden Preußen zu setzen. So stritt er für eine Stärkung des Bundestages unter Führung von Österreich. Er war  der juristische und intellektuelle Kopf hinter den österreichischen Gesandten, die mehrmals ausgewechselt wurden.
Im Jahr 1866 war seine Stimme entscheidend für die Mobilisierung der Bundestruppen gegen Preußen. Nach dem Sieg Preußens im preußisch-österreichischen Krieg zog sich von Linde auf sein Gut zurück. Nur wenige Monate vor seinem Tod wurde er schließlich am 23. Mai 1870 in den österreichischen Freiherrnstand (jedoch ohne Prädikat) erhoben.

## Wappen
Blasonierung des redenden Freiherrenwappens von 1859/1870: Silber mit rotem Schildhaupt, in welchen ein silbernes springendes Pferd. Unten auf grünem Rasen eine natürliche Linde. Auf dem Schild eine Freiherrenkrone. Zwei gekrönte Helm: I. mit grün-silbernen Helmdecken die Linde; II. mit rot-silbernen Decken das silberne Pferd wachsend.

## Schriften (Auswahl)
- De successione Germanica. Diss. Bonn, 1828.
- Lehrbuch des deutschen gemeinen Civilprozesses. 4. Aufl. Bonn, 1835
- Gleichberechtigung der Augsburgischen Confession mit der Katholischen Religion in Deutschland nach den Grundsätzen des Reichs, des Rheinbundes und deutschen Bundes: nebst Beleuchtung der Schrift: „Die Katholische Religionsübung in Mecklenburg=Schwerin. Geschichtlich und rechtlich.“ Mainz, 1853.
- Ueber gemeinnuetzige Anordnungen nach Grundsaetzen des deutschen Bundesrechts in besonderer Anwendung auf gemeinsame Gesetze und Delegierten-Versammlung. Giessen, 1863.